# 570 pr. n. št.

## Rojstva
- Histasp, satrap in oče Dareja I. († 495 pr. n. št.)